# Álarcos meggyvágó
Az álarcos meggyvágó (Eophona personata) a madarak osztályának verébalakúak (Passeriformes) rendjébe és a pintyfélék (Fringillidae) családjába tartozó faj.

## Rendszerezése
A fajt Coenraad Jacob Temminck és Hermann Schlegel írták le 1848-ban, a Coccothraustes nembe Coccothraustes personatus néven.

## Alfajai
- Eophona personata magnirostris (Hartert, 1896) - délkelet-Szibéria, északkelet-Kína és a Koreai-félsziget
- Eophona personata personata (Temminck & Schlegel, 1848) - Japán északi és középső része[2]

## Előfordulása
Ázsia keleti részén, Oroszország, Kína, Hongkong,  Dél-Korea, Észak-Korea, Makaó, Tajvan és Japán terület honos. Természetes élőhelyei a mérsékelt övi erdők, valamint szántóföldek, legelők, vidéki kertek és városi régiók. Vonuló faj.

## Megjelenése
Testhossza 18-23 centiméter, testtömege 65–99 gramm körüli. Arcrészét álarcszerű fekete tollak fedik. Magevőkre jellemző, vaskos sárga csőre van.

## Életmódja
Magvakkal, gyümölcsökkel, bogyókkal és rovarokkal táplálkozik.

## Szaporodása
Fákra rakja gallyakból készülő, csésze alakú fészkét. Fészekalja négy kékesfehér tojásból áll.
|  |

## Természetvédelmi helyzete
Az elterjedési területe rendkívül nagy, egyedszáma pedig stabil. A Természetvédelmi Világszövetség Vörös listáján nem fenyegetett fajként szerepel.